# Фунийки
Игра на фунийки е игра за деца до 15 – 16 години, предимно момчешка. Фунийките се правят от хартия – най-често парчета от вестници или списания с размер около 1/5 лист от малка тетрадка или гланцирана. Хартията се навива, като в единия край се заостря връхче. След това се изрязва (откъсва, скъсява) в широкия край, слага се в къса (около 40 см.) метална или пластмасова тръбичка и се изстрелва с духане в тръбичката. Може да се направи подобие на пушка от дърво и да се залепи тръбата отгоре. Може да се направи двуцевка или трицевка. Тази игра е популярна през осемдесетте години на XX век. Обикновено се играе през лятото. Може да се играе в отбори и да се организират игри. Някои обаче играят нечестно като на върха на фунийката слагат кърфица или други опасни предмети, поради което при игра е препоръчително да се използват маска за лице или очила.